# 林全內閣
林全內閣是指2016年5月20日至2017年9月8日期間，由時任行政院院長林全所領導的中華民國內閣，為蔡英文政府的首個內閣，以及總統直選後第二個由無黨籍閣揆領導的內閣；同時更是世界上第一個啟用跨性別閣員（政務委員唐鳳）的內閣政府。
2016年，林全成為總統當選人蔡英文任命的「政權交接小組」召集人之一，後亦被蔡英文總統聘任為行政院院長、進行組閣；林內閣定位為「財經內閣」、「改革內閣」，力拚臺灣經濟發展、產業升級。
2017年9月4日，行政院證實林全以完成階段性任務為由請辭行政院院長獲准；同月7日內閣總辭；8日由賴清德內閣接替林全內閣。

## 組閣过程
2016年1月16日，蔡英文當選總統之後，即開始進行組閣行動。关于行政院院長的人选曾有央行總裁彭淮南、前財政部長及主計長林全、親民黨主席宋楚瑜等传闻。時任總統馬英九曾希望蔡英文讓新內閣於2月1日提前上任。3月15日，蔡英文宣布由林全出任行政院院長。隨後，林全開始進行內閣成員的徵詢行動。4月7日，林全首度公布行政院副院長、部分政務委員、蒙藏委員會委員長與衛生福利部部長名單；4月12日公布行政院秘書長、行政院公共工程委員會主任委員、國家發展委員會主任委員、法務部部長、行政院環保署署長、行政院農業委員會主任委員與勞動部部長；4月15日公布外交部部長、國防部部長、行政院大陸委員會主任委員、科技部部長、經濟部部長、財政部部長、部分政務委員與金融管理委員會主任委員；4月20日公布教育部部長、文化部部長、國立故宮博物院院長、原住民族委員會主任委員、客家委員會主任委員、僑務委員會委員長、行政院主計總處主計長、行政院人事行政總處人事長與部分部會副首長；4月28日公布交通部部長、行政院海岸巡防署署長、國軍退除役官兵輔導委員會主任委員、行政院原子能委員會主任委員與內政部部長，主要部會首長底定。其中，教育部部長原本決定由國立臺灣大學副校長陳良基出任，但由於考量推動十二年國民教育，決定由臺中市副市長潘文忠出任，陳良基任教育部政務次長。國立臺灣大學法學院教授葉俊榮曾一度婉拒擔任內政部部長，最後仍同意出任。
2016年5月4日，準行政院長林全發布第六波閣員名單。至此部長級名單皆已公布，副部長級名單將由發言人發布。2016年5月10日，準行政院發言人童振源發布第七波閣員名單。2016年5月13日，準行政院發言人童振源發布第八波閣員名單。2016年5月17日，準行政院發言人童振源發布第九波閣員名單。
5月20日，蔡英文女士就任第14任總統，簽署總統令，任命行政院院長，再簽署院長提交的各部會首長任命令，林全內閣正式上任。
2016年5月27日，國防部發布第十波閣員名單，確認林全內閣最後一位部會副首長。奉總統蔡英文核定，軍政副部長一職由海軍司令李喜明上將出任，司令職位則由海軍副司令黃曙光中將接任，並獲總統拔擢晉升二級上將。人事案將於六月一日生效。
2016年6月24日，政務委員施俊吉轉任台灣證券交易所董事長；台灣省政府主席由政務委員許璋瑤兼任；行政院政務副秘書長由何佩珊接任。
2016年9月19日，行政院發言人童振源轉任國安會諮詢委員；由民進黨不分區立委徐國勇接任。人事案將於十月一日生效。
2017年2月3日，行政院發言人徐國勇宣布內閣小幅度改組，衛福部長將由前衛生署副署長陳時中接任、科技部長由教育部次長陳良基接任、農委會主委由宜蘭縣縣長林聰賢接任、勞動部長則由政務委員林美珠接任，而原先的四位首長仍會留在執政團隊。
2017年9月4日，有消息透露內閣改組，隨後行政院在中午證實行政院院長林全已於3日向蔡英文總統提出辭呈，總統府秘書長吳釗燮表示總統蔡英文將在5日上午舉行記者會，後於記者會正式公布新任閣揆為賴清德並且訂於9月8日舉行交接。

## 内阁组成

### 內閣成員
| 頭銜                             | 肖像 | 姓名                 | 就任日期       | 副部會首長                                                                      | 備註                                                 |
| -------------------------------- | ---- | -------------------- | -------------- | ------------------------------------------------------------------------------- | ---------------------------------------------------- |
| 行政院院長                       |      | 林全 （無黨）        | 2016年5月20日  | 不適用                                                                          |                                                      |
| 行政院副院長                     |      | 林錫耀 （民進）      | 2016年5月20日  |                                                                                 |                                                      |
| 行政院秘書長                     |      | 陳美伶 （無黨）      | 2016年5月20日  | 政務副秘書長：民進何佩珊 常務副秘書長：宋餘俠                                   |                                                      |
| 政務委員                         |      | 林萬億 （民進）      | 2016年5月20日  | 不適用                                                                          |                                                      |
| 政務委員                         |      | 張景森               | 2016年5月20日  | 兼任行政院金馬聯合服務中心主任                                                  |                                                      |
| 政務委員                         |      | 吳政忠 （無黨）      | 2016年5月20日  |                                                                                 |                                                      |
| 政務委員                         |      | 吳宏謀               | 2016年5月20日  | 兼任行政院公共工程委員會主任委員                                                |                                                      |
| 政務委員                         |      | 陳添枝               | 2016年5月20日  | 兼任國家發展委員會主任委員                                                      |                                                      |
| 政務委員                         |      | 許璋瑤               | 2016年5月20日  | 兼任臺灣省政府委員並為主席 並兼任蒙藏委員會委員長                               |                                                      |
| 政務委員                         |      | 鄧振中               | 2016年8月9日   | 兼任行政院經貿談判辦公室總代表                                                  |                                                      |
| 政務委員                         |      | 唐鳳                 | 2016年10月1日  |                                                                                 |                                                      |
| 內政部部長                       |      | 葉俊榮 （民進）      | 2016年5月20日  | 政務次長：民進花敬群 常務次長：林慈玲、邱昌嶽                                   |                                                      |
| 外交部部長                       |      | 李大維 （國民）      | 2016年5月20日  | 政務次長：章文樑、吳志中 常務次長：劉德立                                       | 部長黨籍已停權                                       |
| 國防部部長                       |      | 馮世寬 （無黨）      | 2016年5月20日  | 軍政副部長：蒲澤春 軍備副部長：張冠群 參謀總長：李喜明 常務次長：尚永強、柏鴻輝 |                                                      |
| 財政部部長                       |      | 許虞哲               | 2016年5月20日  | 政務次長：蘇建榮、莊翠雲 常務次長：吳自心                                       |                                                      |
| 教育部部長                       |      | 潘文忠 （民進）      | 2016年5月20日  | 政務次長：蔡清華、姚立德 常務次長：林騰蛟                                       |                                                      |
| 法務部部長                       |      | 邱太三 （民進）      | 2016年5月20日  | 政務次長：陳明堂、蔡碧仲 常務次長：張斗輝                                       |                                                      |
| 經濟部部長                       |      | 沈榮津 （代理）      | 2017年8月15日  | 政務次長：沈榮津 常務次長：楊偉甫、王美花                                       | 尚未改造之部會                                       |
| 交通部部長                       |      | 賀陳旦               | 2016年5月20日  | 政務次長：王國材、范植谷 常務次長：祁文中                                       | 尚未改造之部會                                       |
| 文化部部長                       |      | 鄭麗君 （民進）      | 2016年5月20日  | 政務次長：民進楊子葆、丁曉菁 常務次長：李連權                                   |                                                      |
| 衛生福利部部長                   |      | 陳時中 （民進）      | 2017年2月8日   | 政務次長：呂寶靜、何啟功 常務次長：蔡森田                                       |                                                      |
| 勞動部部長                       |      | 林美珠               | 2017年2月8日   | 政務次長：廖蕙芳、民進郭國文 常務次長：林三貴                                   |                                                      |
| 科技部部長                       |      | 陳良基               | 2017年2月8日   | 政務次長：蘇芳慶、許有進 常務次長：陳德新                                       |                                                      |
| 蒙藏委員會委員長                 |      | 許璋瑤               | 2017年2月8日   | 副委員長：(懸缺)                                                                | 政務委員兼任 尚未改造之部會                          |
| 僑務委員會委員長                 |      | 吳新興 （民進）      | 2016年5月20日  | 政務副委員長：民進田秋堇 常務副委員長：呂元榮                                   |                                                      |
| 國軍退除役官兵輔導委員會主任委員 |      | 李翔宙 （無黨）      | 2016年5月20日  | 政務副主任委員：民進劉樹林、民進李文忠 常務副主任委員：呂嘉凱                   |                                                      |
| 原住民族委員會主任委員           |      | 夷將·拔路兒 （民進） | 2016年5月20日  | 政務副主任委員：伊萬·納威、汪明輝 常務副主任委員：鍾興華                        |                                                      |
| 客家委員會主任委員               |      | 李永得 （民進）      | 2016年5月20日  | 政務副主任委員：民進楊長鎮 常務副主任委員：范佐銘                               |                                                      |
| 金融監督管理委員會主任委員       |      | 李瑞倉               | 2016年10月20日 | 政務副主任委員：鄭貞茂 常務副主任委員：黃天牧                                   |                                                      |
| 國家發展委員會主任委員           |      | 陳添枝               | 2016年5月20日  | 政務副主任委員：龔明鑫、曾旭正 常務副主任委員：高仙桂                           | 政務委員兼任                                         |
| 行政院大陸委員會主任委員         |      | 張小月               | 2016年5月20日  | 特任副主任委員：林正義 政務副主任委員：民進邱垂正、民進張天欽                   | 尚未改造之部會                                       |
| 行政院農業委員會主任委員         |      | 林聰賢 （民進）      | 2017年2月8日   | 政務副主任委員：陳吉仲、民進翁章梁 常務副主任委員：黃金城                       | 尚未改造之部會                                       |
| 行政院環境保護署署長             |      | 李應元 （民進）      | 2016年5月20日  | 政務副署長：綠黨詹順貴 常務副署長：張子敬                                       | 尚未改造之部會                                       |
| 行政院海岸巡防署署長             |      | 李仲威               | 2016年5月20日  | 政務副署長：胡意剛 常務副署長：龔光宇                                           | 尚未改造之部會                                       |
| 公平交易委員會主任委員           |      | 黃美瑛               | 2017年2月1日   | 副主任委員：民進彭紹瑾                                                          | 任期制獨立機關，不受內閣改組影響                     |
| 中央選舉委員會主任委員           |      | 劉義周               | 2014年8月1日   | 副主任委員：陳文生                                                              | 任期制獨立機關，不受內閣改組影響                     |
| 國家通訊傳播委員會主任委員       |      | 詹婷怡               | 2016年8月1日   | 副主任委員：翁柏宗                                                              | 任期制獨立機關，不受內閣改組影響                     |
| 中央銀行總裁                     |      | 彭淮南 （國民）      | 1998年2月25日  | 副總裁：楊金龍、嚴宗大                                                          | 依《中央銀行法》為任期制類獨立機關，不受內閣改組影響 |
| 行政院原子能委員會主任委員       |      | 謝曉星               | 2016年5月20日  | 政務副主任委員：蔡慧敏 常務副主任委員：邱賜聰                                   | 尚未改造之部會                                       |
| 行政院公共工程委員會主任委員     |      | 吳宏謀               | 2016年5月20日  | 政務副主任委員：顏久榮、高福堯                                                  | 政務委員兼任 尚未改造之部會                          |
| 行政院主計總處主計長             |      | 朱澤民               | 2016年5月20日  | 政務副主計長：陳瑞敏 常務副主計長：蔡鴻坤                                       |                                                      |
| 行政院人事行政總處人事長         |      | 施能傑               | 2016年5月20日  | 政務副人事長：蘇俊榮 常務副人事長：懷敍                                         |                                                      |
| 國立故宮博物院院長               |      | 林正儀               | 2016年5月20日  | 政務副院長：李靜慧 常務副院長：黃永泰                                           |                                                      |
| 臺灣省政府主席                   |      | 許璋瑤               | 2016年6月29日  | 不適用                                                                          | 政務委員兼任                                         |
| 福建省政府主席                   |      | 張景森               | 2016年5月20日  | 政務委員兼任                                                                    |                                                      |
| 行政院發言人                     |      | 徐國勇 （民進）      | 2016年10月1日  | 政務副發言人：張秀禎                                                            |                                                      |

## 內閣成員變動

### 首長異動
| 內閣首長異動               | 內閣首長異動 | 內閣首長異動 | 內閣首長異動  | 內閣首長異動  | 內閣首長異動 | 內閣首長異動                             |
| 頭銜                       | 肖像         | 姓名         | 就任日期      | 離任日期      | 繼任         | 備註                                     |
| -------------------------- | ------------ | ------------ | ------------- | ------------- | ------------ | ---------------------------------------- |
| 臺灣省政府主席             |              | 施俊吉       | 2016年5月20日 | 2016年6月29日 | 許璋瑤       | 轉任台灣證券交易所董事長                 |
| 行政院發言人               |              | 童振源       | 2016年5月20日 | 2016年9月30日 | 徐國勇       | 轉任國家安全會議諮詢委員                 |
| 國家通訊傳播委員會主任委員 |              | 石世豪       | 2012年8月1日  | 2016年7月31日 | 詹婷怡       | 固定任期屆滿                             |
| 金融監督管理委員會主任委員 |              | 丁克華       | 2016年5月20日 | 2016年10月3日 | 李瑞倉       | 轉任台灣高鐵獨立董事                     |
| 公平交易委員會主任委員     |              | 吳秀明       | 2010年2月1日  | 2017年1月31日 | 黃美瑛       | 固定任期屆滿                             |
| 勞動部部長                 |              | 郭芳煜       | 2016年5月20日 | 2017年2月7日  | 林美珠       | 轉任公務人員保障暨培訓委員會主委         |
| 衛生福利部部長             |              | 林奏延       | 2016年5月20日 | 2017年2月7日  | 陳時中       | 轉任衛生福利部少子化辦公室召集人         |
| 科技部部長                 |              | 楊弘敦       | 2016年5月20日 | 2017年2月7日  | 陳良基       | 轉任人工智慧產學研聯盟召集人             |
| 行政院農業委員會主任委員   |              | 曹啟鴻       | 2016年5月20日 | 2017年2月7日  | 林聰賢       | 轉任台灣糖業協會董事長                   |
| 蒙藏委員會委員長           |              | 林美珠       | 2016年5月20日 | 2017年2月7日  | 許璋瑤       | 轉任勞動部部長                           |
| 經濟部部長                 |              | 李世光       | 2016年5月20日 | 2017年8月15日 | 沈榮津       | 轉任工業技術研究院、資訊工業策進會董事長 |

### 副首長及其他異動
| 內閣副首長異動                   | 內閣副首長異動 | 內閣副首長異動 | 內閣副首長異動 | 內閣副首長異動 | 內閣副首長異動 | 內閣副首長異動           |
| -------------------------------- | -------------- | -------------- | -------------- | -------------- | -------------- | ------------------------ |
| 部會副首長                       |                |                |                |                |                |                          |
| 頭銜                             | 肖像           | 姓名           | 就任日期       | 離任日期       | 繼任           | 備註                     |
| 行政院副秘書長                   |                | 施克和         | 2016年5月20日  | 2016年6月24日  | 何佩珊         | 轉任行政院院長辦公室主任 |
| 國家通訊傳播委員會副主任委員     |                | 虞孝成         | 2012年8月1日   | 2016年7月31日  | 翁柏宗         | 固定任期屆滿             |
| 公平交易委員會副主任委員         |                | 邱永和         | 2015年2月1日   | 2017年1月31日  | 彭紹瑾         | 固定任期屆滿             |
| 外交部政務次長                   |                | 侯清山         | 2015年12月28日 | 2017年3月16日  | 章文樑         |                          |
| 行政院原子能委員會常務副主任委員 |                | 黃慶東         | 2007年7月30日  | 2017年3月24日  | 邱賜聰         |                          |
| 交通部常務次長                   |                | 范植谷         | 2013年7月1日   | 2017年7月14日  | 不適用         | 常務次長升任政務次長     |

## 任內政策
1. 行政院長林全發布任內第二份公文，行政院撤銷對太陽花學運侵入公署的刑事告訴。林全表示太陽花學運是政治事件，不該用法律問題看待。當時帶頭衝入行政院的學運代表魏揚表示頗感寬慰，並說有收到新政府的善意。
2. 交通部長賀陳旦決議，將2016年的端午小長假期間的高速公路收費取消夜間離峰時間免費措施，假期期間一律改為收費。
3. 教育部長潘文忠宣布四大政策：「廢止103年微調課綱、緩議高教創新藍圖1年、設立50億元規模的基金處理大學創新、轉型、退場等事務以及宣示十二年國教往全面免試努力」[25]。另公告稱，未來不得以學生服裝儀容不整為由記過。
4. 撤回前任政院版《兩岸協議監督條例》。
5. 推動亞洲矽谷、新南向政策、一例一休、長期照顧計畫2.0、電業法修正、年金改革、前瞻基礎建設計畫、2025非核家園。
6. 開放加拿大牛肉：2015年2月加拿大發現一例狂牛症案例，台灣緊急暫停進口。2016年6月17日傳出衛福部可能解禁，經行政院高層證實。同年7月7日衛福部宣佈重新開放進口。
7. 擬開放美國瘦肉精豬肉、日本核災四縣食品進口[26]。
8. 2017年7月1日起，40項新制正式實施[27]。
9. 卸任前經濟成長率增至1.48%[28]。

## 任內事件
- 沖之鳥漁權議題
- 世界衛生大會議題[註 11][註 12]
- 洪素珠事件
- 2016年中華航空空服員罷工事件
- 雄風三型反艦飛彈誤射事件
- 第一銀行ATM盜領事件[註 13]
- 南海仲裁案
- 2016年桃園火燒車事件
- 中華民國國道收費員資遣抗爭運動[註 14]
- 兆豐案（2016年）
- 復興航空解散事件
- 2017年H5N6禽流感疫情
- 2017年臺灣鐵路產業工會依法休假事件
- 2017年臺北南港遊覽車事故
- 李明哲事件
- 原住民傳統領域議題
- 亞洲水泥花蓮礦權展延案
- 2017年凌天航空直升機事故
- 815全臺大停電

## 任內爭議

### 國道夜間收費之爭議
2016年4月30日，當時準交通部長賀陳旦於接受媒體專訪時表示，未來連假期間免收費措施恐將不復見；橫向國道甚至東西向快速道路也都可能朝付費方向設計，並主張「免費是最不負責的承諾」，應以調高尖峰時段國道費率等差別費率手段來進行調控。國道應需求管理，最容易的就是價格機制，免費代表放棄這個機制。
2016年5月23日，交通部以「國道深夜肇事率比白天嚴重」及「連續假期夜間肇事率比平日高」為由，取消端午連假六月九日至六月十二日的國道夜間免收費措施，維持正常收費。成為史上首次連假取消國道夜間收費，預估新政策將影響卅萬次的「夜車族」，並為國庫帶來約一千萬元收入。交通部強調，端午連假不如清明或元旦車流量大，單日最多達兩百七十萬輛次；且端午夜間免收費移轉白天車流量效果有限，恐不到一成。端午連假先行試辦後，再以此次數據作為基礎，研議往後的中秋、元旦連假是否比照辦理。根據試算，端午連假取消夜間免收費，連假期間原免收費時段從台北到高雄，單程約需多付三百多元通行費；若民眾往返都於深夜出發，更得多支出六百多元。賀陳旦認為國道防塞重點應為「強化大眾運輸」，而非「不收費」，並已協調國光、統聯等各大國道客運業者，於原夜間免收費時段提供八五折優惠票價，鼓勵民眾夜間轉而使用公共運輸。
2016年5月25日，桃園市長鄭文燦在民進黨中執會後受訪時指出，他在會中呼籲不可以取消夜間國道免收費這個措施，而民進黨的執政縣市長跟南部立委意見一致。兼任民進黨主席的蔡英文總統則要求行政部門應該加強溝通，「行政部門剛上任，政策要有感，要多作加分的動作。」鄭文燦並表示，新政府上任以來推出很多不錯的政策，任何要增加人民負擔的政策都應三思而後行，台灣南北交通大動脈，高速公路容易塞車，時間要分流，各縣市政府也都要做分流計畫，連續假期國道夜間免收費政策就是基於時間分流的考量，讓回中南部的鄉親利用夜間開車，這是專業判斷。鄭文燦並指出，今天有出席中執會的台中市長林佳龍、嘉義縣長張花冠以及南部的立委，在會中也有提出意見，也都跟他一樣，他相信交通部長會從善如流。
2016年5月27日，國民黨立法院黨團在院會中，針對新政府將在端午連假取消國道夜間免費一事提案變更議程，並在議場內高舉「賀陳旦上任一把火，人民一肚子火」等標語，要求端午連假及以後連假都能實施國道夜間免費，但在表決中遭民進黨以人數優勢否決此項變更議程案；民進黨團交通政策小組則邀請賀陳旦溝通相關政策。擔任小組召集人的民進黨立委葉宜津表示，基於安全，願意支持交通部試辦夜間收費，但橫向國道收費衝擊偏鄉甚鉅，不會同意，對此，賀陳旦數度強調「安全無價」，希望用路人不要貪圖速度，把自己置於危險情境；並表示交通部絕非向民眾收錢，來補助國道基金或政府紓困，多收的費用將用於協助國道客運業者降價，並加強地方接駁。至於橫向國道收費，賀陳旦坦言，過去政府施政偏重特定地區，使偏鄉公共運輸不夠發達，民眾才需自行開車，若一體適用收費，確實有不公道之處。交通部將持續推動偏鄉地區的公共運輸，在區域公共運輸不普及、不發達的現象改善前，不會實施橫向國道收費。
2016年6月9日，實施取消端午連假夜間免收費的第一天，林全在交通部長賀陳旦陪同下，前往高速公路局北區交控中心視察，林全在受訪時表示，自己原本要走省道，但因國道情況順暢，因此就改走國道，他在視察時也指出，這次取消夜間免收費措施，希望在整體管理和運輸上，都比以往更好也更有效率，可以順利通過考驗。但由於國道上午車潮量大增，各路段出現壅塞的情況，引發外界批評。對此，童振源解釋，林全今天到高公局交控中心視察，就是為了想了解端午連假國道車況，在國1、國3及國5幾個主要道路，有些路段的確出現交通堵塞。林全已要求交通部，要時時掌握各瓶頸路段的路況、以及對匝道引起市區道路回堵的情況，都必須盡速改善。至於壅塞情形是否和取消夜間免收費有關，賀陳旦則表示，現在看起來路況情形並沒有更惡化，希望媒體不要小題大作，老是把小壅塞的地方放大報導，因為畢竟整體交通量在劇烈成長，會塞車很正常。也認為國家對於油價下跌沒有真正作為，而且繼續讓民眾有連續假日可放，才是造成國道壅賽的主因。
端午連假首日上午6時起國道1號、3號、5號湧現車潮，車流量上看280萬輛次，其中國1南下楊梅到新竹，時速僅10到30多公里，國1王田到彰化系統時速也僅30多公里。國3南下三鶯到龍潭，時速同樣僅僅20到30多公里、國3新竹系統到茄苳也出現20多公里龜速，用路人罵翻，連交通部端午連假狂推的國道客運巴士也塞在車陣中，龜速前進。高公局告示牌更建議用路人改走省道。高公局交管組組長卓明君表示，今天車潮比去年提早出現，一早6時就湧現車潮，不得不加強匝道儀控管制，希望能讓國道主線維持一定速度。但就因為加強匝道儀控，讓交流道大排長龍，不少民眾被匝道儀控卡在交流道上不了國道，大罵國道順暢是假象，部分民眾於受訪時表示：「應該叫部長來塞看看，他就知道這叫小雍塞還是大壅塞，當一個交通部長講這種話，我覺得很不負責任啦！」

### 勞動基準法修正之爭議

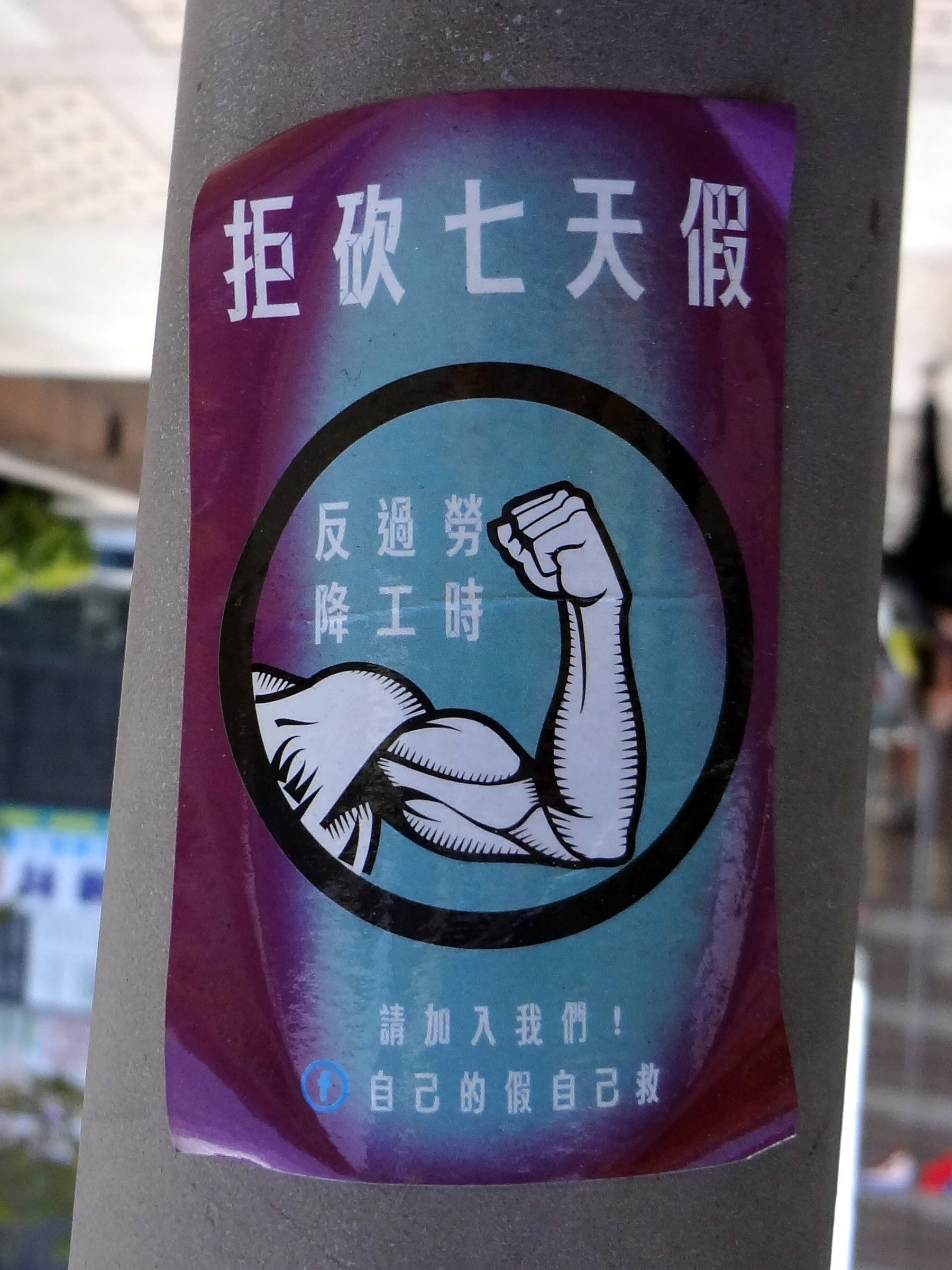
勞工團體的反一例一休貼紙

2016年6月21日，行政院正式公告勞工7天國定假日刪除案失效，勞工7天國定假日確定將恢復。去年勞動部修正《勞基法》，將勞工法定工時由雙周84小時減為單周40小時，另同步修正施行細則、刪除7天假，兩項修正案今年元旦施行，但立院決議後者不備查，退回行政院，政院應於2個月內更正或廢止。勞動部為了弭平前勞動部長陳雄文刪除勞工7天國定假日的爭議，並落實周休二日，提出勞基法修正草案，包括明訂「勞工每7天中應有2日之休息，其中一日為例假、一日為休息日」，但勞方主張「一周有兩天的例假」。林全受訪時表示，行政院盡量讓勞資雙方意見達成協議，目前的做法是回應過去修法所衍生沒辦法落實周休二日的問題，他要求勞動部盡快把新的修法提出去，修法主要目的在落實周休二日，讓勞工假日與全國其他人一樣，問題就能解決，目標是否明年完成修法？林全說，這會期已不太可能，希望能在立法院下會期處理，他也要求勞動部在下會期開始前，能把修法準備好。
2016年6月27日，行政院傍晚召開行政立法政策協調會報，行政院發言人童振源會後轉述，根據民調有85.8%民眾贊成週休二日為「一例一休」，勞動部認為是目前勞資雙方接受度較高的方案，但此份民調被網友質疑作假。6月28日，國民黨立委盧秀燕在立院質詢時要求行政院長林全給個交代；林全回應，這份民調是勞動部提供，他不太清楚，不過若是由勞動部來做民調，確實有球員兼裁判的問題，民調只是參考，不會以單一民調作協商基礎。同日勞動部回應，民調於6月17日到18日針對全國年滿20歲以上民眾，以家戶電話資料庫為抽樣母體，採分層比例抽樣，完成樣本數共1085份，抽樣誤差為正負2.97%，勞動部次長郭國文表示，民調是勞動部委託「精湛民意調查顧問股份有限公司」製作；由於該民調題目涉嫌用「誘導式」問句影響作答，因此不少人想了解，此份問卷設計者是誰？從製作這份民調的公司官網上，稍早仍有列上的成員介紹可得知，總經理是民進黨前民調中心主任鄭俊昇，研究總監則是民進黨民調中心出身的李寬芳，但如今官網介紹頁卻已經改版，本來成員介紹，現在都換掉了，也引發網友批評該公司作賊心虛。6月29日，鄭俊昇澄清，他在2014年6月就因生涯規劃因素離開精湛民調公司，轉任民進黨中央黨部民調中心主任，一直到今年5月再卸任民調中心主任一職之後，並未再回任精湛民調公司任何職務，對於經濟部資料顯示他的持股部分，那是10年前的個人投資行為，並且已在5月下旬轉讓股權予其他股東，已委託會計師事務所異動股權變更及經濟部的公示資料手續。
2016年6月29日，行政院通過勞基法修正草案初審，將於行政院院會審議通過後，送請立法院審議，針對工時部分，修正草案明定採用「一例一休」，並在制度上確立週休二日的前提下，才會將國定假日回歸內政部全國一致的規定，同時增訂了雇主使勞工於休息日出勤時之工資計算標準。勞動部部長郭芳煜表示，「一例一休」2.0版不僅可以提高勞工實質薪資、避免勞工加班工時零碎化，也可以顧及勞工加班需求與企業經營環境，是一項進步的立法。面對勞資雙方反彈，勞動部除了將持續溝通外，未來也將增加勞檢人員人力，避免雇主巧立名目，壓低勞工薪資。總統蔡英文表示，「一例一休」是行政院努力要把週休二日方案落實在勞工上，「這是進步的立法！」，這次勞基法修法是朝向周休二日具體的落實，盼能改善過勞問題，行政院正在努力，希望大家給行政院多一點支持。6月30日，行政院會拍板通過勞動部擬具的勞動基準法部分條文修正草案，送立法院審議，內容包括取消7天國定假日、週休二日採「一例一休」等；此外，也增訂了休息日出勤的工資計算標準，行政院長林全表示，若7天假不刪，下半年多出5天國定假日，股匯不開市將打擊經濟。同日行政院在會後貼給記者群組的會議紀錄竟表示：「目前是商總比較反對，但不會真正激烈抗爭，只是提出而已」、「工總表示，不能直接舉雙手雙腳贊成」，隨後行政院澄清「經濟部檔案誤植」，改貼較為溫和的經濟部說法新聞稿。7月1日，時代力量立委林昶佐質詢時表示，許多雇主常用各種方式逼迫員工，導致在職場上許多勞工充滿不信任感，才會對「一例一休」政策如此反彈，對此行政院長林全回應，「一例一休」僅是過度性政策，未來仍會再做調整；且由於國內許多企業處於轉型期，因此預期在修法提高加班成本後，將會慢慢淘汰邊際產業，逐步讓勞工獲得應有薪資、工作待遇。
2016年7月5日，行政院長林全表示，「一例一休」是現階段可以做到，對社會最平衡的方案，希望企業界落實每週「休息兩天」的原則，但若真的有一天要加班，也是例外而不是常態，希望用比較高的加班費，讓廠商有調整的時間和空間，最終達到週休二日的目標。7月11日，國民黨立委吳志揚等16位立委提出周休二例的勞基法修正草案，要求勞基法明定每7日中至少應有2日的休息的例假，雖然勞動部長郭芳煜大力表示反對，認為兩例假不可行，希望大家支持勞動部提出的「一例一休」，但是執政的民進黨立委出席消極，只有鍾孔炤及陳曼麗兩人在場，因此最後周休二例版本初審順利通過。
2016年10月5日，立法院社會福利及衛生環境委員會舉行包括「一例一休」與國民黨支持的 「周休二例」在內的《勞基法》修正草案共七案初審，陳瑩擔任召集委員，原本排定詢答，各黨委員都登記發言，民進黨卻宣布停止詢答，陳瑩詢問在場有無異議，民進黨立法院黨團大喊「沒有」，國民黨立法院黨團大喊「有」。陳瑩並未進行表決，在會議召開一分鐘內就直接宣布通過初審。國民黨立委痛罵陳瑩是「一分瑩」，勞工團體怒罵陳瑩跟「半分忠」張慶忠有什麼不一樣，一度被民進黨立法院黨團關在門外的時代力量立委則是帶著準備資料坐在主席台下、未站上去抗議。時代力量立法院黨團和國民黨立法院黨團皆表示應先開公聽會再審查，主張會議通過的審查無效；親民黨也對於初審通過表示遺憾。
2016年10月5日，台灣高等教育產業工會組織部主任林柏儀批評，一例一休案不但三天送出行政院會議，本日更在本次會議第一次審查就強行闖關，為了資方的利益不惜罔顧民主程序；民進黨常罵別人黑箱作業，其實「自己更黑箱」。2016工鬥連線成員郭冠均說，民進黨立委陳曼麗在本次會議中提案「停止詢答、討論」，陳瑩隨後未經表決就宣告全案審查完畢，這種不尊重議事規則的議案闖關方式與「國民黨以前慣用的伎倆」毫無差異。公民監督國會聯盟批評，民進黨過去以「委員會中心」為國會改革的核心，但民進黨此舉顯然與此核心背道而馳。陳瑩在facebook駁斥，她在本日上午5時就坐在主席台上，一直到整個程序完備結束，至少在上午9時30分離開，「一分瑩」一詞完全是「汙衊」她；對於國民黨提出異議時為何不進行表決和質詢，陳瑩沒多作回應。
2016年11月14日，時代力量立委高潞·以用·巴魕剌質詢勞動部部長郭芳煜，播放本年4月8日民進黨立委們質詢馬英九政府勞動政策的影片，抨擊民進黨勞動政策髮夾彎：「當時綠營的主張是單週工時40小時須搭配二例假日，如今執政後卻大轉彎！」「520執政前，民進黨立委為勞工據理力爭需要兩例假日；卻在執政後出現180度髮夾彎，這些過往的承諾都不用履行嗎？」郭芳煜臉色鐵青地看完影片，一時語塞、無言以對，經過數分鐘後才回應「勞動部用專業的角度，在這陣子努力說服民進黨立委們；可能是在說明後，改變了立委們的想法」。
2016年12月6日，《勞動基準法》修正案將進行表決，台北市警局出動1018名警員維護立法院周邊安全，並保護立法委員進出立法院的安全，此外第一次使用香港佔中活動中的「鐵馬」作為阻攔器材，受到矚目。同日完成二讀、三讀通過《勞動基準法》修正案，明訂施行一例一休，自2017年1月1日刪除七天假。
2017年1月3日，行政院長林全表示對於未來台北的餐飲業若為了節省人力成本，跟歐洲國家一樣，恐周六不營業，林全說：「就認了吧」，這是走向現代化社會必須付出的代價，修正《勞基法》目的是希望勞工勞動條件變好，藉此多僱用勞工可解決失業率問題，天下沒有白吃的午餐，工時減少後，要維持生產力不變，只好多僱勞工、多付加班費，結果會漲價；企業員工分紅可能比以前少，調薪空間變小等都是考慮市場現實，必須要做的局部改變。

### 電業法修正之爭議
2016年7月25日，經濟部能源局表示，未來電業法修正通過後，電力市場規劃將分兩階段進行，2至5年內完成開放發、售及代輸電業；6年內達到廠網分離，能源局指出，電力自由化後，台灣電力公司仍負責電網規劃、興建及維護責任，並對所有用戶負有接線義務，讓偏遠地區供電也有保障。並認為開放發電業可提升效率及競爭，有助降低部分供電成本。而修法通過後，台電將因應廠網分離進行組織重整和分割，用戶可逐步開放自由購電，而新發電及售電業者也可進入市場，至於中央因應需要將成立「電業管制機關」，辦理包括核定電價與各種收費費率和其計算公式等業務。
但台電企劃處處長徐造華表示，當開放特高壓用戶優先購電時，將導致便宜的電源先被工業大戶搶走，如一度發電成本不到兩元的燃煤發電，而剩下來的民生用戶要承擔比較貴的燃料發電，如此一來，電價勢必要上漲。台電業務處主管黃順義也表示，如果低價電被搶走，便宜的再生能源也被買完，就只剩下比較高成本如燃氣、太陽光電等電源，一般用戶成本會變高。將建議從少數的特高壓用戶開始逐步開放。外界也質疑，電業自由化後，就立即開放642戶特高壓用戶購電選擇權，其用電量約占三成，萬一他們把燃煤等低價電源買光，則其餘占台灣用電戶比重99%以上的1,360多萬戶，將只能購買電網中剩下比較昂貴的電源；此外，台電被切割成發電廠、輸配電網及售電三大塊後，供電義務將由公用售電業承擔。台電代表質疑，切割後的公用售電業，既沒有電廠也沒有電網，而台電現有售電業資產也只占台電資本的1%，未來要如何面對電廠電價浮動的風險。
2017年1月10日，二讀通過。1月11日，電業法於立法院臨時會三讀通過。同日另有時代力量、國民黨原住民立委分別提出修正動議，要求在民國110年（2021年）將核廢料遷出蘭嶼，不過在民進黨立委人數優勢下，時力和國民黨團的提案表決最後都未獲通過。

## 註解
1. ↑  內政部置常務次長2人。
2. ↑  任職民進黨政府期間被停止黨權。
3. ↑  國防部置副部長2人，軍文職併用，特任官或上將出任。
4. ↑  2016年6月1日就任
5. ↑  相當於軍令副部長。
6. ↑  國防部置常務次長2人，簡任第14職等或中將。
7. 1 2  張善政內閣續任。
8. ↑  經濟部置常務次長2人。
9. ↑  陸委會置特任副主委1人、政務副主委2人。
10. ↑  工程會置政務副主委2人，無常務副主委設置。
11. ↑  2016年5月邀請函首度遭加註「一個中國原則」，衛福部長林奏延在赴會致詞中自稱「Chinese Taipei（中華台北）」、僅在說明健保涵蓋率時提到一次「Taiwanese（台灣人民）」，未如過去馬政府7次出席時皆有提到「Taiwan（台灣）」。
12. ↑  2017年5月台灣未能取得赴會邀請，衛福部長陳時中仍率團至日內瓦爭取參與世界衛生大會，之後取得旁聽證。
13. ↑  事後為因應資安問題成立行政院資安處。
14. ↑  2016年8月，行政院表示遠通將賠付新台幣兩億元，佔總給付金額的三分之一；中華民國政府的國庫也將賠付新台幣四億元，佔總額的三分之二。
15. ↑  其中民調第10題問「有人主張：『周休二日的修法應該是規定一天是例假日、一天是休息日，非特殊狀況下（例如天災或突發事件），例假日不能加班。在休息日時，勞工可以自願加班，僱主則必須支付機班費，以保障勞工有自由加班的彈性空間』，請問您贊不贊成這樣的做法？」結果共有85.8%贊成、12.4%反對。另外第11題是「有人主張兩天都是例假日，非特殊情況下僱主不能要求員工在例假日加班，勞工也不能自願加班，以保障勞工能真正的每周休息兩天，請問您贊不贊成這樣的做法？」結果共有53%贊成、44.6%不贊成。許多人看了紛紛表示這樣「1000多份樣本，能代表全部勞工？」、「誰聽過一例一休，我上網Google才知道，民調根本沒意義，我相信很多人聽到一例一休，以為是周休二日，就覺得得沒差就同意了」還有人認為「這題目就像是引誘答題，民眾根本不了解意思」、「題目這麼長，最好是短時間能聽懂啦」、「故意把一例一休講得很彈性，一週二例卻講得很強硬。」